# Fredrik Gripenstierna
Fredrik Gripenstierna, född 1728, död 1804, var en svensk friherre och hovjägmästare.
Fredrik Gripenstierna var son till Carl Gripenstierna och Hedvig Polhem samt dotterson till Christopher Polhem. Fadern var kammarherre hos änkedrottning Hedvig Eleonora och innehavare av Kersö gård. Han tillbringade vid unga år någon tid vid Uppsala universitet och blev sedan militär. Han var fortifikationsofficer vid Sveaborg 1748 och avslutade sin militära bana som livdrabant vid 24 års ålder. Han upphöjdes 1755 tillsammans med brodern Joel till friherre och var därefter godsägare och hovjägmästare. 
Han var gift med först Fredrika Eleonora Ehrenstam och senare med Eva Lovisa Ekestubbe.
Fredrik Gripenstiernas namn är förbundet med världens troligen första chiffermaskin. Ett förslag till maskin presenterades av honom för Gustav III i ett brev 1786. Gustav III svarade positivt och en prototyp tillverkades av firma Charles Apelquist samma år. Ritningarna och själva maskinen är försvunna, men Boris Hagelins företag Crypto AG gjorde på underlag från kryptologen Sven Wäsström (1913-2002) på 1970-talet en rekonstruktion i två exemplar.
Gripenstierna säger sig ha gjort ritningen till maskinen på basis av kunskap som han inhämtat i sin ungdom av sin morfar Christopher Polhem. Det är också känt att Polhem hade brevkontakt med samtidens kända kryptolog John Wallis och att han studerat Athanasius Kircher, på vilkens idéer i den 1633 utgivna skriften Abacus Numeralis 1786 års chiffermaskin bygger.